# Идуна
У нордијској митологији, Идуна или Идун је богиња пролећа и вечне младости, Брагијева супруга и чувар златних јабука бесмртности које су богови јели када су хтели обновити своју младост. О њој сазнајемо из Поетске еде, која је састављена у 13. столећу од ранијих традиционалних извора, и из Прозне еде, такође из истог столећа, коју је написао Снори Стурлусон. У оба извора спомиње се као супруга скалдичког бога Брагија, а у Прозној еди и као чуварица златних јабука бесмртности.
У Прозној еди стоји да је јотин (див) Тјази пустио заробљеног Локија уз залог да му доведе Идуну са њеним златним јабукама. Овај је на превару измамио богињу из њеног врта пошто му је поверовала да у шуми расту јабуке исте као њене. Тада је Тјази, у лику орла, долетео и отео небрањену богињу, одвевши је у Јотунхајм (земљу дивова). Њено одсуство имало је за последицу да богови почну старити и седети, те су они убрзо схватили да је Локи био одговоран за њен нестанак. Овај је дао реч да ће је вратити, и, узевши лик сокола, кренуо у потрагу за њом, па је напослетку и нашао сâму код Тјазија. Пошто ју је претворио у лешник, узео ју је носити назад боговима у Асгард. Али, након што се Тјази вратио с рибарења и схватио да је нема, по трећи пут је узео лик орла и дао се упустити у упорну потеру за Локијем. Међутим, богови су направили ломачу у Асгарду, и, у тренутку када се Тјази спремао да зграби Локија, ватра је захватила перâ на његовим крилима, те је услед тога остао без њих и почео да губи висину, да би га на крају, пошто се сручио на земљу, богови лишили живота.
Постоји неколико теорија о значењу ове богиње, међу којима су најзначајније она по којој се она доводи у везу са плодношћу, као и она по којој се њено порекло тражи у прото-индоевропској религији. Ништа мање вредна је и чињеница да је била не тако редак предмет у ликовној уметности.

## Етимологија
Према Џону Линдову, специјалисти за скандинавистичке средњовековне студије и фолклор на Калифорнијском универзитету, Идунино име у преводу значи „вечно млада“, или „она која подмлађује“, према Ендију Орчарду, професору енглеске и средњовековне студије на универзитету у Торонту, или пак „једна од оних које подмлађују“, према Рудолфу Зимеку, аустријском германисти и филологу.
У 19. веку германиста и писац Јакоб Грим указао је на могућност етимолошке везе са идисама, германским богињама судбине.

## Митологија

### Златне јабуке бесмртности
Идуна, персонификација пролећа или вечне младости, која, према неким митолозима, никада није имала порода, нити је искусила смрт, била је топло дочекана од богова када се са Брагијем појавила у Асгарду. Да би задобила њихову наклоност, обећала им је да ће их дневно хранити чудесним јабукама које је држала у једном ковчегу, и које су имале ту моћ да дају вечну младост и љупкост свима онима који су их окусили.
Захваљујући овој воћки, скандинавски богови, који су због свог мешаног порекла били смртни, спречавали су старење и обољења, а у исто време остајали крепки, лепи и млади током небројених година. Због тога су ове јабуке сматране врло драгоценим, те их је Идуна чувала у свом магичном ковчегу који јој је стално био на уму. Ма колико јабука извадила из њега, увек би их било на истом броју. Она је лично присуствовала гозбама богова у којима их је она изволела њима послуживати. Једино су патуљци и џинови били искључени са тих приредби које су биле предодређене само за богове, те су жудели за тим да се докопају јабукâ.

### Прича о Тјазију
Једнога дана, Один, Хенир и Локи упустили су се у једно од уобичајених шетњи по земљи, и, након што су дуже време бесциљно лутали пространствима, нашли су се у једној пустари у којој никако нису могли наићи ни на једно место где би могли бити примљени. Исцрпљени и изгладнели, богови су, опазивши крдо волова, заклали једну животињу, и, припремивши ватру, сели покрај ње да се одморе, док се месо не испече.
Међутим, на њихово изненађење, упркос јакој ватри, месо заклане животиње је остало прилично сирово. Схвативши да би то могао бити учинак неке магије, осврнули су се около себе да би видели шта би то могло омести њихово печење да постане јестиво, кад су опазили орла како седи на дрвету изнад њих. Видевши да у њу сумњају, птица им се обратила и признала да је она та која спречава ватру да обави уобичајен посао, али им је зато обећала да ће повући чаролију под условом да јој дају толико меса колико може појести. Богови су се сложили с тим, после чега је орао, спустивши се на земљу, потпалио ватру својим великим крилима, и убрзо је месо било спремно за јести. Орао се тада спремио да однесе себи три четвртине печења у име свог удела, међутим то је било превише за Локија, који је одузео то огромно парче које му је било надохват руке, и стао тући прождрљиву птицу немајући притом на уму да је она вешта у магији. На његово велико запрепашћење, један крај те комадине нашао се чврсто у канџама птице, а други у његовим рукама, те је бивао вучен преко камења, трња, а каткад би се нашао и у ваздуху, тако да је био у положају да га испусти. Од бола је заплакао за милост и преклињао орла да га пусти. Међутим, птица се није дала зауставити, све док јој није обећао да ће искупити своје пуштање.
Наизглед орао, а у ствари то је био јотин Тјази, најзад је пристао да пусти Локија под следећим условом. Имао је измамити Идуну из Асгара, тако да се Тјазију укаже згодна прилика да је шчепа заједно са њеним магичним јабукама.
Напослетку пуштен, Локи се вратио Одину и Хениру којима није открио да је дао ишта заузврат свог пуштања; а када су се вратили у Асгард, он је почео да кује план како би могао измамити Идуну изван боравишта богова. Пар дана касније, у одсуству Брагија који се нашао одсутан на једном од својих песничких путовања, Локи је опазио Идуну у брунакерском гају, који је још она узела за своје боравиште, и врло смишљено заденуо причу о јабукама које расту недалеко од Асгарда и за које је слагао да су исте као њене. И тако је ју је извео из Асгарда заједно са кристалном чинијом пуном јабука, које је намерила понети не би ли с њима упоредила оне које је Локи величао. Чим је напустила Асгард, варалица од Локија ју је напустила, и пре него што се могла вратити назад у божанско боравиште, Тјази ју је, долетевши из правца севера, уграбио својим окрутним канџама, и не губећи часа однео у свој неплодан и изолован крај, у тврђаву Тринхајм.
Одвојена од осталих богова из Асгарда, Идуна је оплакивала своју судбину, из дана у дан била све блеђа и тужнија, али никако није пристајала на то да дâ Тјазију и најмањи залогај магичне воћке, знајући да би га оно учинило лепим, млађим и јачим.
Време је пролазило, а Идуне није било у Асгарду. Богови су мислили да се она отишла придружити своме мужу и да ће се ускоро вратити. На први поглед нико није обраћао пажњу на њено одсуство, али мало по мало благотворно дејство последње гозбе на којој су окусили јабуке је пресахнуло, и богови су почели старити. Видевши да им нестаје младост и лепота, богови су се узнемирили и дали у потрагу за несталом богињом.
Напослетку су после упорне потраге открили да је виђена задњи пут у Локијевом друштву, и Один га је убрзо позвао да му полаже рачун, после чега је овај признао да је био уплетен у њен нестанак.

### Избављење и повратак у Асгард
Држање богова према Локију постало је неподношљиво, и било је јасно да ће његов живот запасти у озбиљну опасност уколико не смисли начин којим би повратио несталу Идуну.
Стога је, не би ли живу главу извукао, јемчио расрђеним боговима да неће оставити ниједан камен непреврнут док не испослује њено избављење. И узевши перје Фрејиног сокола, одлетео је у Тримхајм, где је нашао Идуну сâму како очајава за Асгардом и за својим вољеним мужем Брагијем. Претворивши је у лешник, према неким изворима, или у ласту, према другим, Локи ју је ухватио чврсто канџама, те се дао брзо вратити истим путем којим је и дошао, надајући се да ће прелетети високе зидине склоништа пре него што се Тјази врати са рибарења у Северном мору.
У међувремену богови су се окупили на бедемима небеског града, не би ли одатле опазили да ли се Локи враћа са Идуном, и то са толиком анксиозношћу која је премашивала ону када се Один враћао из потраге за медовином мудрости. Сетивши се успеха који су том приликом извојевали лукавством, скупили су гомилу огрева која је била спремна за потпалу у било ком тренутку кад то устреба.
Спазивши изненада Локија како им се примиче, али приметивши иза њега орла који га гони, дали су се на делање. Тај орао је био див Тјази који се неочекивано вратио у Тримхајм и нашао да је његову заточеницу однео соко, у којем је препознао једног од богова. Напрасито је узео по трећи пут обличје орла, те се одмах дао у силовиту потеру не би ли претекао Локија на путу за Асгард. Како се приближавао зидинама, Локи је удвостручио напоре и захваљујући томе успео да стигне до њих пре него што га је Тјази сустигао. Изнемогао, срушио се међу богове, који нису губили ни тренутак у спремању ватре. И како је Тјази прешао зидове, пламен и дим су га оборили на земљу осакаћеног и напола ошамућеног. Нашавши се таквом стању, није био у могућности да се брани од насртаја богова, који су се немилосрдно обрушили на њега и докрајчили га једном заувек.
Напослетку је свим боговима било мило што се Идуна поново нашла међу њима заједно са својим јабукама, које су им повратиле снагу и добар изглед. Видевши како су им се повратили пређашан изглед и снага, сваким залогајем који су уносили у себе, богови су закључили да није ни чудо што дивови толико чезну да окусе златне јабуке вечне младости. Стога су се одлучили на следећи поступак. Преместили су Тјазијеве очи на небо, у циљу да ублаже сваки осећај беса код његове браће, који су у међувремену сазнали за његову трагичну судбину.

### У улози богиње пролећа
Овај мит се може интерпретирати сменама годишњих доба до којих долази сваке године. Идуна је персонификација пролећне вегетације, која је принуђена да се повуче при доласку јесени, када је Браги одсутан и када цвркут птица престаје да се чује. Иза Тјазија у лику орла крије се у ствари хладни зимски ветар, који заробљава Идуну у мраз и онемогућава јој да буја, све док на сцену не ступа топао јужни ветар, оличен у лику Локија, који је праћен појавом клијања семена или ластавице која се враћа са југа. Атрибути младости, лепоте и снаге, који су придодати Идуни, симболички представљају буђење природе из зимског сна, када се шаренило и бујност поново јављају на лицу земље.

### Идунин силазак у Нифлхајм
Пошто је нестанак Идуне, односно вегетације, једна од годишњих појава која је пролазног карактера, можемо претпоставити да постоји још неколико митова који се баве том тематиком, али, нажалост, о њима само назиремо, јер су до данашњег времена сачувани само у виду лоше сачуваних фрагмената. Међутим, савременом методом обраде извора, научници су, и поред многих недостатака сâмог извора, успели делимично реконструисати једну скалду из које сазнајемо следеће. Према овом извору, Идуну је, када је једаред седела на гранама светог јасена Игдрасила, одједном спопала вртоглавица, те је услед тога изгубила равнотежу и пала доле на земљу, а затим је пропала још дубље, у Нифлхајм (подземни свет у коме влада богиња Хела). Тамо је лежала бледо и непомично, загледана ужаснутим очима у језиве призоре Хелиног царства, дрхтећи притом од хладноће која је продирала у њу. Видевши да је нема, Один је наредио Брагију, Хејмдалу и другим боговима да крену у потрагу за њом, давши им пре одласка вучје крзно којим би је оденули, да не трпи студен. Уз то, тражио је од њих да уложе сваки напор не би ли је повратили к себи.
Не противећи се томе, Идуна је дозвола да је огрну у топло крзно, али зато никако није пристајала да проговори или да устане, и услед тог њеног чудног држања њен супруг је отужно помислио да јој се јавља визија неке велике несреће. Видевши како јој сузе непрекидно течу низ њене самртничко бледе образе, Браги је, обузет њеном несрећом, дуго наговарао и молио богове да се врате у Асгард без њега, обећавши им да ће он остати крај своје супруге све док она не буде смогла снаге да напусти суморно Хелино царство. Њен жалостан поглед погодио га је толико јако да није имао срца ни за једну од његових веселих песама, те су жице на његовој харфи остале неме све док нису напустили подземље.
Овај мит о Идунином паду са Игдрасила доводи се у симболичку везу са опадањем лишћа за време јесењих дана, које након тога лежи беспомоћно лежи по голој и хладној земљи, све док га не покрије снег, оличен у крзну белога вука, које је Один, тј. небо, послао доле; а затишје птичје граје се објашњава тишином у коју је запала Брагијева харфа.

## Утицаји на уметност модерног доба
Као што је већ речено, Идуна је била врло омиљена као предмет у ликовној уметности, те је срећемо на делима разних уметника. Ту укључујемо Х. Е. Фројнда (Идуна, статуа из 1821. г.), Карла Г. Кварнстрома (Идуна, статуа из 1843. г., и Идуна коју отима џин Тјази у лику орла, гипсана статуа из 1856. г.), Нилса Бломира (Браги седи са харфом, иза њега стоји Идуна, слика из 1846. г.), К. Хансена (Идунин повратак из Валхале, дуборез из 1862. г. урађен према узору слике К. Хамера), К. Еренберга (Браги и Идуна, Балдер и Нана, цртеж из 1882. г.), Џ. Дојла Пенроуза (Идуна и јабуке, слика из 1890. г.), Карла Ларсона (Брита као Идуна, литографија из 1901. г.), Јона Бауера (Локи и Идуна, илустрација из 1911. г.), Бернарда Е. Варда (Идуна, акварел из 1905. г.) и Емила Деплера (Идуна, илустрација из 1901. г.).
Идуна се јавља и у делу композитора Рихарда Вагнера — Прстен Нибелунга, у друштву са једном од верзија богиње Фреје.